# Прибиловський Володимир Валеріанович
Володимир Валеріанович Прибиловський (6 березня 1956, Москва, РРФСР — 13 січня 2016, Москва, Росія) — президент інформаційно-дослідного центру «Панорама», керівник публічної інтернет-бібліотеки «Антикомпромат», лідер руху «Субтропічна Росія».

## Біографія
У 1981 закінчив історичний факультет Московського державного університету ім. М. В. Ломоносова. Спеціалізувався по ранньо-візантійській історії на кафедрі історії середніх віків.
У 1979—1982 був близький до підпільної групи так званих «молодих соціалістів» (Борис Кагарлицький, Павло Кудюкін, Андрій Фадін, Михайло Ривкін тощо), розгромленої КДБ у квітні 1982. Розмножував і поширював самвидавську продукцію групи — машинописні журнали «Лівий поворот» і «Варіанти».
У 80-ті роки переклав російською мовою повість-казку Джорджа Оруелла «Скотний двір» (англ. Animal Farm) під назвою «Ферма животных». У другій половині 1990-х написав продовження — «Звірина ферма — 2» (рос. Зверская ферма — 2).
З квітня 1988 по травень 1990 разом з В'ячеславом Ігруновим, Сергієм Мітрохіним та ін. редагував газету «Хронограф». Разом з В. Ігруновим, С. Мітрохіним, Григорієм Пельманом, Дмитром Леоновим став у червні — серпні 1988 одним із засновників Московського громадського бюро інформаційного обміну (М-БІО).
У жовтні 1993 був одним з ініціаторів створення руху «субтропічна Росія», у березні 1994 обраний членом координаційної ради і лідером руху. У 1995 році входив до списку кандидатів у депутати Державної Думи від Партії любителів пива.
З квітня 1989 — член редколегії московської незалежної газети «Панорама», після офіційної реєстрації в 1990 — один із засновників газети.
З початку 1993 — президент Інформаційно-дослідницького центру «Панорама».
З листопада 2005 — керівник довідково-аналітичного та бібліографічного сайту «Антикомпромат».
З травня 2007 — учасник ініціативної групи з висунення Володимира Буковського кандидатом у президенти Росії.
У лютому 2009 у видавництві «Encounter Books» (Нью-Йорк) був опублікований повний англійський переклад монографії В. Прибиловського і Юрія Фельштінського «Корпорація. Росія і КДБ за Путіна „-“ The Corporation: Russia and the KGB in the Age of President Putin».
Раніше, в 2008 році ця книга вийшла англійською, голландською, португальською та польською мовами у різних скорочених редакціях.